# أحمد محمد الخراط
أحمد محمد الخراط (ولد 1367 هـ / 1948 م) من علماء العربية والدراسات القرآنية، باحث ومحقِّق سوري.

## ولادته وتحصيله
وُلِد الدكتور أحمد محمد الخراط في حيِّ الجَلُّوم العريق بمدينة حلب الشهباء، يوم الاثنين 8 رجب 1367هـ الموافق 17 مايو (أيَّار) 1948م.  

التحق بكلية الآداب قسم اللغة العربية في جامعة حلب عام 1966، وتخرّج فيها عام 1969، ثم توجه بعد ذلك إلى العاصمة دمشق ليدرس الدبلوم العامة في التربية، وحصل عليها سنة 1970.  

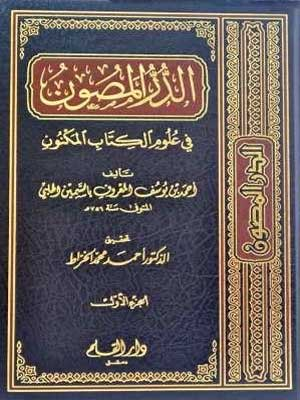
كتاب الدر المصون في علوم الكتاب المكنون

التحق بجامعة القاهرة ليبدأ في الدراسات العليا، وشرع في دراسة متطلبات الحصول على درجة الماجستير في النحو والصرف من كلية الآداب جامعة القاهرة عام 1970، وحصل على الدرجة عام 1973، وكانت أطروحته تحقيق كتاب «رصف المباني في شرح حروف المعاني» للمالَقي (ت 702هـ)، بإشراف عميد كلية الآداب حينئذ السيد يعقوب بكر.
ثم شرع في متطلبات درجة الدكتوراه في التخصُّص نفسه، وفي الجامعة نفسها، وحصل على الدرجة عام 1977، وكانت أطروحته في تحقيق كتاب " الدرّ المصون في علوم الكتاب المكنون" للسَّمين الحلبي (ت 756هـ)،  بإشراف الدكتور محمود فهمي حجازي، وكان القدر المقرَّر للحصول على الدرجة من أول المخطوط من سورة الفاتحة، إلى نهاية سورة المائدة، تحقيقاً ودراسةً، ثم أكمل تحقيقه للكتاب كاملاً حتى سورة الناس فيما بعد.

## وظائفه وأعماله
تعاقد مع جامعة الإمام محمد بن سعود عام 1977م، وذلك في فرع القصيم، وبقي في هذه الجامعة مدة خمس سنوات، وحصل في أثناء عمله في الجامعة على درجة أستاذ مشارك عام 1402هـ. ثم انتقل إلى فرع الجامعة في المدينة المنورة، وبقي فيها إلى عام 1421هـ. وفي أثناء عمله في جامعة الإمام محمد بن سعود، فرع المدينة المنورة، حصل على درجة أستاذ كرسي في النحو والصرف، وذلك في عام 1409هـ/ 1988م.
ثم طلبه مجمّع الملك فهد لطباعة المصحف الشريف في المدينة المنورة؛ ليكون مستشاراً للشؤون العلمية، ثم عمل على وظيفة كبير الباحثين، وكُلِّف الإشراف على الباحثين في المجمَّع. 

## كتبه وآثاره
- تحقيق "رصف المباني في شرح حروف المعاني[1]" للمالقي، وقد طُبع أربع طبعات، الأولى بمجمّع اللغة العربية بدمشق، 1975م وباقي الطبعات في دار القلم.
- "المُجتبى في مُشكل إعراب القرآن[3]" (أربع مجلدات) عام 1408هـ (الموافق 1987م)، وقد طُبع طبعتين في مجمّع الملك فهد لطباعة المصحف الشريف، ويشمل مُشكل الإعراب المفردات والجمل وأشباه الجمل، مع فهارس مفصّلة.
- تحقيق كتاب «الدرّ المصون في علوم الكتاب المكنون» للسمين الحلبي (أحد عشر مجلداً) وطُبع خمس طبعات في دار القلم عام 1412هـ (الموافق 1991م).
- تحقيق كتاب "النهاية في غريب الحديث والأثر[4]" لابن الأثير الجُزري (عشرة مجلدات) طُبع طبعتين، الأولى في وزارة الأوقاف القطرية، عام 1435هـ (الموافق 2014م).
- "معجم مفردات الإعلال والإبدال في القرآن الكريم[5]" 1417هـ (الموافق 1996م).
- تحقيق كتاب "فصل الخطاب في تفسير أم الكتاب[6]" للوارداري، طُبع في دار القلم عام 1437هـ (الموافق 2016م).
- "الإعجاز البياني في ضوء القراءات القرآنية المتواترة[7]"، طُبع مرتين في مجمّع الملك فهد لطباعة المصحف الشريف، عام 1426هـ.
- "منهج البغدادي في تحقيق النصوص اللغوية[8]" عام (1987م). دار القلم
- "محاضرات في تحقيق النصوص[9]" عام (1990م). دار المنارة
- معجم مفرادت الابدال والإعلال في القران الكريم[10]، (1989م)
- الهمزة في الإملاء العربي: المشكلة والحل[11]، (1989م)

### مقالاته العلمية
- حكم تذكير العدد وتأنِيثه إذا تأَخّر عن المعدود[12]، مجلّة الدّراسات اللّغويّة - الرِّياض / السُعوديّة (المجلّد 19، # (1)، أُكتوبر (2016)
- جهود سيبويه في التفسير[13]، نشر في مجلة الدراسات القرآنية الصادرة عن مجمع الملك فهد. عام (1426) هـ، الموافق (2006م).
- منهج ابن الأثير الجزري في تحقيق النهاية في غريب الحديث[14] عام (1424)هـ، الموافق (2004م).
- دعوة ابن مُضاء لتهذيب النحو بين الهدم والبناء[15] عام (1399)هـ، الموافق (1979م).
- عناية المسلمين باللغة العربية خدمة للقرآن الكريم[16] عام (1422)هـ، الموافق (2002)م.

## الأعمال الفكرية
- معالم من الفكر التربوي عند علماء المسلمين[17]، رابطة العالم الإسلامي، مكّة، (1418)هـ.
- مدخل إلى التحصين الفكري للأمة[18]، دار القلم، دمشق، (1422)هـ
- نظرات في القرن السالف[19]، شركة الشعاع للنشر، الكويت، (1405) هـ

## وصلات خارجية
- رابطة العلماء السوريين
- مجلة البحوث والدراسات القرآنية
- رابطة أدباء الشام